# Тополовецу-Мік
Тополовецу-Мік (рум. Topolovățu Mic) — село у повіті Тіміш в Румунії. Входить до складу комуни Тополовецу-Маре.
Село розташоване на відстані 379 км на північний захід від Бухареста, 31 км на схід від Тімішоари.

## Населення
За даними перепису населення 2002 року у селі проживали 114 осіб, усі — румуни. Усі жителі села рідною мовою назвали румунську.